# Imías
Imías ist eine Stadt und ein Municipio im Südosten Kubas und gehört zur Provinz Guantánamo.

## Geografie
Das Municipio Imías hat eine Gesamtfläche von 527,48 km². Es wird im Süden durch die Karibik bzw. den Atlantischen Ozean, im Westen vom Municipio San Antonio del Sur, im Norden von Baracoa und im Osten von Maisí begrenzt.

## Verkehr
Imías wird von der gut ausgebauten und größten Landstraße Kubas, der Carretera Central in Küstennähe durchquert. Sie ermöglicht der Gemeinde eine gute Anbindung an die Provinzhauptstadt Guantánamo und die für Individualreisende interessante Stadt Baracoa. Bis zur Revolution unter Fidel Castro führte diese Straße nur bis Imías. Zwischen 1964 und 1965 ließen die Revolutionäre die 120 km lange Passstraße La Farola als Ergänzung der Landstraße Carretera Central errichten. Sie verbindet die Ortschaft Cajobabo an der Südküste mit der Stadt Baracoa an der Nordküste. Gebaut aus den Steinen der „Sierra de Purial“ wurde die anspruchsvolle Trassierung zu einer der größten technischen Errungenschaften des modernen Kuba. Seit der Fertigstellung verbindet sie Baracoa erstmals auf dem Landweg mit dem restlichen Kuba.